# Férfi 200 méteres vegyesúszás a 2017-es úszó-világbajnokságon
A 2017-es úszó-világbajnokságon a férfi 200 méteres vegyesúszás versenyszámának döntőjét Budapesten rendezték, a Duna Arénában. A győztes az amerikai Chase Kalisz lett.